# ザ・ベスト・ライヴ (ジャクソンズのアルバム)
『ザ・ベスト・ライヴ』（原題：The Jacksons Live）は、アメリカ合衆国の兄弟ボーカル・グループ、ジャクソンズが1981年に録音・発表したライブ・アルバム。オリジナルLPは2枚組だが、CDでは1枚にまとめられた。

## 背景
スタジオ・アルバム『トライアンフ』（1980年）のプロモーションのため、ジャクソンズは1981年7月8日から9月26日にかけてアメリカ・ツアーを行った。本作のクレジットにはライブ録音の公演地が明記されておらず、複数の公演からのベスト・テイクが選ばれたという説もある。
収録曲のうち5曲はマイケル・ジャクソンのソロ・アルバム『オフ・ザ・ウォール』（1979年）からの曲で、また、「ベンのテーマ」はマイケルがソロ名義で1971年にシングル・ヒットさせた曲。「ムービー・アンド・ラップ」はライブ演奏ではなく、ジャクソン5時代の楽曲「帰ってほしいの」、「さよならは言わないで」、それにマイケルのソロ・デビュー曲「ガット・トゥ・ビー・ゼア」の映像を流しながらメンバーの語りが入るという内容である。

## 反響・評価
アメリカでは、総合アルバム・チャートのBillboard 200で30位、『ビルボード』のR&Bアルバム・チャートで10位を記録し、リリースから約14年後の1995年9月にはRIAAによってゴールドディスクに認定された。
Bruce Ederはオールミュージックにおいて5点満点中3.5点を付け「彼らがいかに偉大な一座であったかを思い起こさせ、マイケル・ジャクソンとファミリー・グループの活動が終わろうとしていた頃の絶好調ぶりを捉えている」と評している。

## 収録曲
1. オープニング/キャン・ユー・フィール・イット - "Opening/Can You Feel It" (Michael Jackson, Jackie Jackson) - 6:03
2. シングス・アイ・ドゥ・フォー・ユー - "Things I Do for You" (Michael Jackson, Jackie Jackson, Randy Jackson, Tito Jackson) - 3:38
3. オフ・ザ・ウォール - "Off the Wall" (Rod Temperton) - 4:00
4. ベンのテーマ - "Ben" (Walter Scharf, Don Black) - 3:52
5. ハートブレイク・ホテル - "This Place Hotel" (Michael Jackson) - 4:40
6. あの娘が消えた - "She's Out of My Life" (Tom Bahler) - 4:48
7. ムービー・アンド・ラップ - "Movie and Rap Including Excerpts of I Want You Back/Never Can Say Goodbye/Got to Be There" (Berry Gordy, Freddie Perren, Alphonzo Mizell, Deke Richards, Clifton Davis, Elliot Willensky) - 3:04
8. メドレー：帰ってほしいの/ABC/小さな経験 - "Medley: I Want You Back/ABC/The Love You Save" (Berry Gordy, Freddie Perren, Alphonzo Mizell, Deke Richards) - 2:54
9. アイル・ビー・ゼア - "I'll Be There" (Berry Gordy, Bob West, Willie Hutch, Hal Davis) - 3:13
10. ロック・ウィズ・ユー - "Rock with You" (Rod Temperton) - 3:58
11. マイ・ラヴリー・ワン - "Lovely One" (Michael Jackson, Randy Jackson) - 6:28
12. ワーキング・デイ・アンド・ナイト - "Working Day and Night" (Michael Jackson) - 6:53
13. 今夜はドント・ストップ - "Don't Stop 'Til You Get Enough" (Michael Jackson) - 4:21
14. シェイク・ユア・ボディ - "Shake Your Body (Down to the Ground)" (Michael Jackson, Randy Jackson) - 8:34

### 日本盤リマスターCDボーナス・トラック
1. ワーキング・デイ・アンド・ナイト（エディット） - "Working Day and Night (Edit)" (Michael Jackson) - 4:34

## 参加ミュージシャン
- マイケル・ジャクソン - ボーカル
- ティト・ジャクソン - ボーカル、ギター
- マーロン・ジャクソン - ボーカル
- ジャッキー・ジャクソン - ボーカル、タンブリン
- ランディ・ジャクソン - ボーカル、バッキング・ボーカル、パーカッション

アディショナル・ミュージシャン
- デヴィッド・ウィリアムス - ギター
- ビル・ウルファー - キーボード
- マイケル・マッキニー - ベース
- ジョナサン・モフェット - ドラムス
- イースト・コースト・ホーンズ - ホーン・セクション
  - ウェズリー・フィリップス
  - クロリス・グライムス
  - アラン・プラター
  - ロデリック・マックモリス